# Sandra Küpper
Sandra Küpper (* 8. April 1978 in Neuss) ist eine deutsche Dramaturgin, Kuratorin und Theaterleiterin.

## Leben
Sandra Küpper studierte Theaterwissenschaften, Journalistik und Germanistik in Leipzig und Wien sowie Dramaturgie in Hamburg. 2006 bereitete sie mit Anna Badora deren Intendanz am Schauspielhaus Graz vor. Ab 2006 war sie Dramaturgin am Schauspielhaus Graz, bevor sie 2009 mit Joachim Lux ans Thalia Theater nach Hamburg wechselte. Hier war sie bis 2017 für die Einladung zahlreicher internationaler Künstler, die am Thalia ihr deutschsprachiges Debüt erarbeiteten und seitdem fest mit dem Thalia verbunden sind, sowie für die Erarbeitung des jährlich stattfindenden interkulturellen und transdisziplinären Festivals „Um alles in der Welt – Lessingtage“, zuständig.
Gemeinsam mit Joachim Lux, Amelie Deuflhard und András Siebold war sie 2017 Teil der künstlerischen Leitung des Festivals Theater der Welt, das unter dem Motto „Hafen“ in Hamburg stattfand und sowohl die Bühnen im Thalia Theater als auch auf Kampnagel sowie Orte im Hafen selbst bespielte.
Von 2018 bis 2021 war sie stellvertretende Intendantin und künstlerische Leiterin des Schauspiels am Luzerner Theater.
Als Dramaturgin unterhält sie langjährige Arbeitsbeziehungen mit Künstlern wie Kornél Mundruczó, Ene-Liis Semper und Tiit Ojasoo, Christiane Jatahy, Antú Romero Nunes, Roger Vontobel, Christopher Rüping, Tom Kühnel, Angeliki Papoulia und Christos Passalis, Christophe Meierhans, Thomas Verstraeten/FC Bergman, Martón Ágh oder Franz von Strolchen. 
In ihrer Arbeit am Stadttheater wie beim Festival sucht sie gemeinsam mit Künstlern aus verschiedenen Disziplinen und Kulturen nach Möglichkeiten und Formen, von einer diversen und weltoffenen Gesellschaft zu erzählen. Dafür führt sie immer wieder Künstler aus unterschiedlichen Performance- und Theaterkulturen zusammen, um diese nicht nur im Rahmen von Festivals, sondern auch am Stadttheater längerfristig einzubinden.
Seit 2006 nimmt sie unterschiedliche Lehraufträge an den Universitäten Warschau, Graz und Hamburg wahr.